# 栾川男子扇打老师事件
栾川男子扇打老师事件起源于2018年7月间录制的一则1分钟左右的视频，视频于12月间通过微信群传播于中国网络，引爆舆论。

## 事件經過
视频录制于河南省栾川县栾川乡双堂村。常仁尧在S328省道19号界碑附近拦下他的初中老师张某扇其耳光，并让同行人员录制成视频，全部时长8分钟。常仁尧称初中时曾遭到该老师体罚虐待，在视频中反复询问老师是否记得他，老师被扇耳光不敢还手只好道歉。常仁尧截取开头的、1分09秒视频发送给初中同学，逐在12月引爆网络舆论。其后进入司法程序，又被称为“殴打20年前班主任”案。列入2019年人民法院十大刑事案件。

## 回应
12月19日，栾川县实验中学发布控告书。学校表现出愤怒的立场，要求警方立案。当地警方认为“以暴制暴”不是很好的方式。有人指出常仁尧的行为是当时老师对他的行为被“镜子”照射出来的。也有评论认为男子的行为欠妥当，即便是“君子报仇”应采取合法的方式。

## 司法程序
河南警方将常仁尧列为网上通缉的逃犯，2018年12月20日11时许，杭州警方将常仁尧抓获，将他刑事拘留。村民得知后，纷纷签名并按压手印，以声援该男子。
2019年1月4日，栾川县人民检察院批准执行对常仁尧的逮捕。1月的报道，法院对常仁尧涉嫌刑事犯罪进行审查起诉，将于2019年春节后开庭。两个月后，检方将案件退回警方补充侦查。4月12日，检方以寻衅滋事罪提起公诉。
6月12日，河南省栾川县法院开庭审理常仁尧案。检方以寻衅滋事罪，建议量刑1年6个月到3年。常仁尧的两名辩护人为其作无罪辩护，主张常仁尧的行为不构成寻衅滋事罪，案件只是普通治安案件。庭审中，常仁尧向老师张某道歉，并表示“愿意给其提供经济补偿，此后会多做公益，弥补自己的过错。”常仁尧亦指张某担任其班主任期间，曾数次体罚他。其中一次，张某“就用一根大概这么宽、这么长一个木板，往我脖子里使劲插。他边插边骂，因为比较紧，他插不进去，他就使劲钻，钻下去。当时让我扒到黑板，我就感觉像拉到车上游行的杀人犯一样。那是对我伤害最重最重的一件事。”栾川县实验中学副校长田占柱出庭作证，回应张某是否殴打过常仁尧的问题，他表示并不清楚。相关报道指出，在1990年代，老师体罚学生是当地常见现象，甚至被家长鼓励。
7月10日，栾川县人民法院宣判，常仁尧犯寻衅滋事罪获刑一年六个月。常仁尧当庭表示上诉。
8月19日，河南省洛阳市中级人民法院驳回常仁尧上诉请求，维持原判。